# Centrala värnpliktsbyrån
Centrala värnpliktsbyrån (CVB) var en svensk statlig myndighet bildad 1 januari 1942 och dess uppgifter övertogs 1 juli 1968 av Värnpliktsverket. Den var en gemensam organisation för försvarsgrenarna för ledning och övervakning av inskrivningsväsendet och personalredovisningen. Myndigheten var underställd till chefen för armen.